# Хвостенко Олексій Львович
Олексій Львович Хвостенко (рос. Алексей Львович Хвостенко, сценічний псевдонім Хвіст рос. Хвост; 14 листопада 1940, Свердловськ, Росія — 30 листопада 2004, Москва) — російський поет-авангардист, автор пісень, художник. Склав понад 100 пісень і кілька п'єс у співавторстві з Анрі Волохонським (під спільним псевдонімом А. Х. У.).

## Життєпис
Дід Олексія, Василь Васильович Хвостенко, ще до жовтневого перевороту перебрався до Англії. Після повернення в Радянську Росію був розстріляний. Батько, Лев Васильович Хвостенко (1915—1959) — перекладач. Мати, Ірина Іванівна Хвостенко (Бояркіна, 1916—1987), покинула чоловіка в 1946 році.
З дитинства жив у Ленінграді. Навчався в Ленінградському інституті театру, музики і кінематографії.
У 1963 р. створив літературну групу «Верпа». 1965 року опублікував у самвидаві свою першу книгу «Підозрілий». З 1966 р. входив до співдружності неофіційної арт-групи.
1968 року переїхав у Москву та став активним діячем московського художнього андеграунду. Створив мінімалістську поему «Я живу в Ізмайловському звіринці». Писав картини, складав і підпільно публікував власні вірші та пісні. Був першим виконавцем пісні «Місто золоте» на слова Анрі Волохонського і музику Володимира Вавілова (більше відома у виконанні Бориса Гребенщикова у фільмі С. Соловйова «Асса».
Був звинувачений в дармоїдстві і отримав від влади пропозицію покинути країну або бути заарештованим. В 1977 р. емігрував до Франції.
З середини 1990-х виступав з концертами і випустив альбоми в Росії. Записав кілька альбомів з групою «АукцЫон». Був знайомий і дружний з багатьма талановитими людьми, поетами, артистами, музикантами і письменниками, що проживали в Парижі, серед них Йосип Бродський, Анрі Волохонський та інші.
У квітні 2004 отримав російський паспорт і російське громадянство.
Помер в московській лікарні № 61. Похований у Москві.